# 누레크 댐

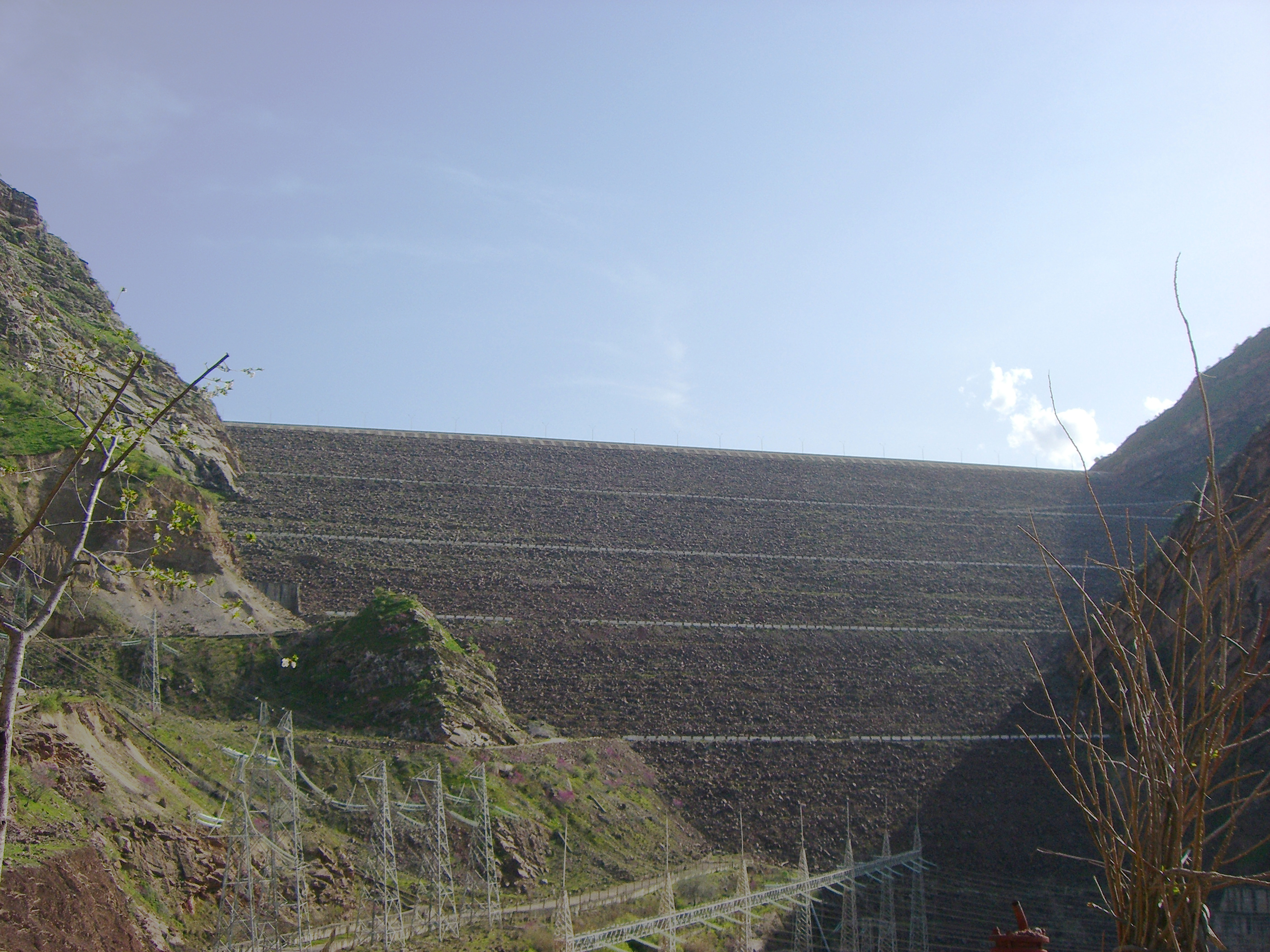
누레크 댐

누레크 댐 또는 누레크 수력 발전소(타지크어: Нерӯгоҳи обии Норак, 러시아어: Нурекская ГЭС)는 타지키스탄 바흐시강에 위치한 흙으로 채워진 제방댐이다. 주된 목적은 수력 발전이고 3,015MW의 발전 용량을 갖고 있다. 타지키스탄의 국영 전력 회사인 바르키 토지크(타지크어: Барқи Тоҷик, 러시아어: Барки Точик)에서 관리한다.
이 댐은 1961년에 공사를 시작했고 1972년에 첫 발전소가 준공되었다. 마지막 발전소는 1979년에 시운전되었고 전체적인 건설 프로젝트는 타지키스탄이 소련을 구성하던 공화국이었던 1980년에 완료되었다. 준공 당시에는 세계에서 가장 높은 댐이었다. 댐의 높이는 700m, 고도는 300m로 2013년에 준공된 중국의 진핑-1 댐에 이어 세계에서 2번째로 높은 인공 댐이다. 또한 타지키스탄의 바흐시강을 따라 건설되고 있는 로군 댐은 완공되면 그 크기를 초과할 것으로 예상된다.

## 건설

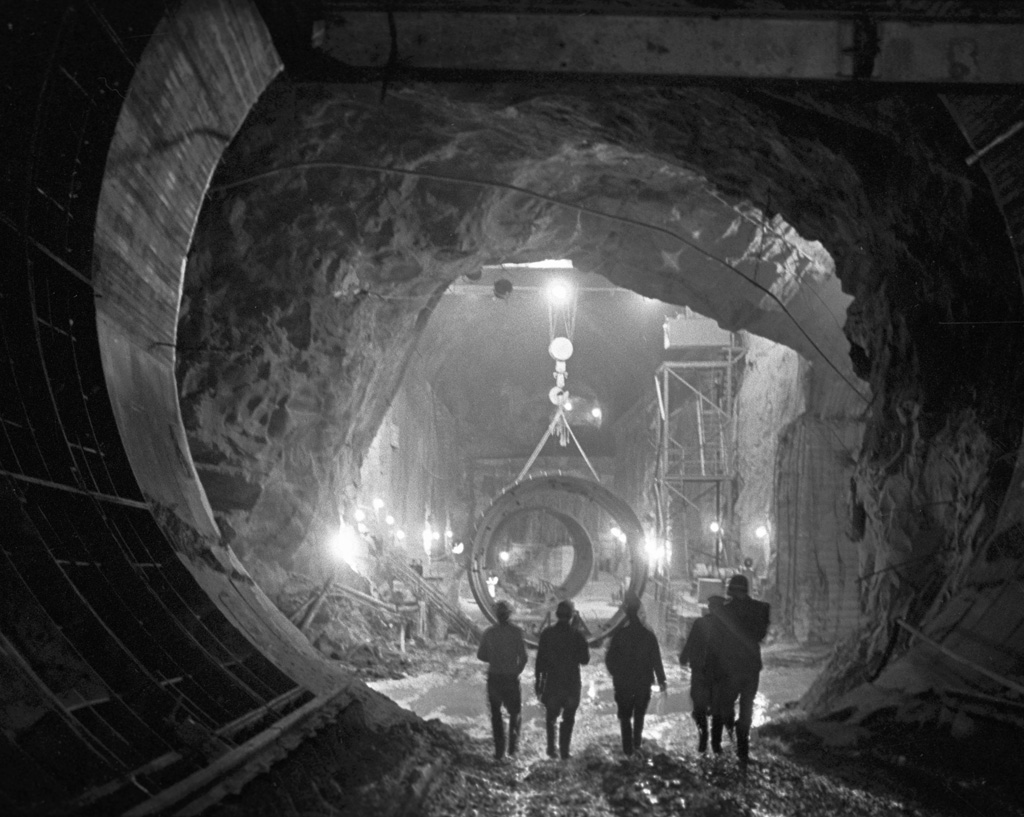
누레크 댐 건설 현장 (1970년 촬영)

누레크 댐은 소련 시대였던 1961년에서 1980년 사이에 건설되었다. 이 댐의 건설 과정은 독특한 편인데 300m 높이의 암석과 흙으로 채워진 구조물 안에서 시멘트의 중심핵이 불침투성 장벽을 형성했기 때문이다. 언덕의 부피는 5,400만m3에 달한다. 누레크 댐은 9개의 수력 발전소를 포함하고 있는데 1번째 발전소는 1972년에, 마지막 발전소는 1979년에 각각 가동되었다. 약 5,000명의 사람들이 누레크 댐 건설로 인해 수몰된 지역에서 다른 곳으로 재정착했다.
누레크 댐은 타지키스탄의 수도인 두샨베에서 동쪽으로 약 75km 떨어진 서부 바흐시강을 따라 있는 깊은 협곡에 위치해 있는데 행정 구역상으로는 하틀론주와 공화국 직할구 간의 경계 지점에 해당한다. 누레크 댐 근처에 위치한 도시인 누레크에는 댐의 발전소에서 일하는 기술자들과 다른 노동자들이 살고 있다.

## 발전
누레크 댐의 발전소에는 총 9기의 프랜시스수차 발전기가 설치되어 있다. 원래는 1기당 300MW의 발전 용량(총 2,700MW)을 갖고 있었지만 1984년부터 1988년 사이에 재설계되고 개조되어 현재는 1기당 335MW의 발전 용량(총 3,015MW)을 갖고 있다. 누레크 댐의 발전소는 1994년에 4.0기가와트 수력 발전 용량의 대부분을 형성했는데 이는 타지키스탄 전력 수요의 98%를 감당하기에 충분했다.

## 저수지

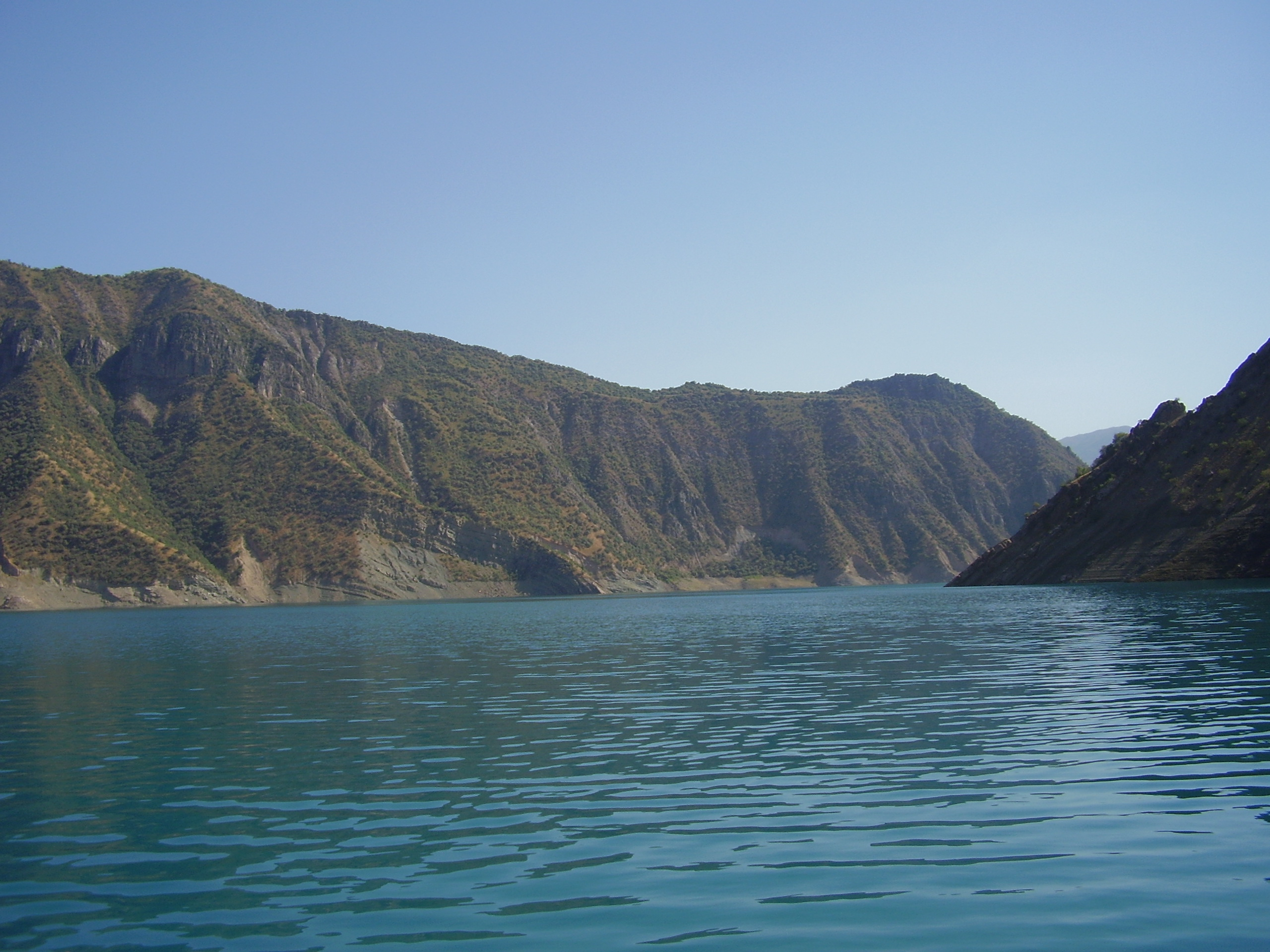
누레크 댐의 저수지

누레크 댐에 의해 형성된 저수지는 간단히 누레크라고 알려져 있는데 10.5km3를 수용하고 있는 타지키스탄에서 가장 큰 저수지이다. 저수지의 길이는 70km 이상이고 표면적은 98km2이다. 저수지는 댐 안에 위치한 수력 발전소를 가동시키는 역할을 한다. 또한 저수지에 저장된 물은 농지의 관개에도 사용된다. 관개용수는 단가라 관개 터널을 통해 14km를 이동하며 약 700km2의 농지를 관개하는 데에 사용된다. 저수지가 물을 수용할 때에 유발지진을 일으켰을 것으로 추정된다.